# Gara Ișalnița
Gara Ișalnița este o gară care deservește comuna Ișalnița, județul Dolj, România.